# Várkonyi Tibor (újságíró)
Várkonyi Tibor (Budapest, 1924. június 11. – Budapest, 2018. december 31.) magyar újságíró, író, szerkesztő.

## Életútja
Apja Várkonyi (Weisz) András, anyja Gritz Izabella volt. 1952-ben végzett Budapesten a Külügyi Akadémián. 1947 óta volt a MÚOSZ tagja. 1947–48-ban a Kossuth Népe, 1948–50-ben a Szabad Nép, 1950–51-ben a Friss Újság munkatársa volt. 1951 és 1958 az MTI külpolitikai turnusvezetőjeként dolgozott. 1958 és 1990 között a Magyar Nemzet főmunkatársa, külpolitikai rovatvezetője, a szerkesztő bizottság tagja volt. 1990 és 1992 között Magyarország a párizsi nagykövetség tanácsadójaként tevékenykedett. 1992–97 a Magyar Hírlap, 1997–98-ban a Népszava, majd ismét a Magyar Hírlap publicistája volt.

## Családja
1947-ben kötött házasságot Lázár Emma könyvtárossal. Két fiuk született, Péter (1950) és Benedek (1954) szerkesztő, műfordító.

## Művei
- A kubai válság háttere; Kossuth, Bp., 1963 (A világesemények dióhéjban kiskönyvtára)
- Algéria (1964)
- Versenyfutás Bonnban; Kossuth, Bp., 1965 (A Világesemények Dióhéjban kiskönyvtára)
- A Ben Barka rejtély. Regény (1966)
- Párizs-Washington csata; Kossuth, Bp., 1966
- Franciaország (1967)
- A kínai kérdés (1972)
- Avar János–Várkonyi Tibor: Támad a terror. Az Amerika elleni támadás háttere; Ter.nova, Bp., 2001

## Díjai
- Rózsa Ferenc-díj (1972)
- Francia Akadémia Pálmarend tiszti fokozat (1988)
- Fejtő Ferenc-díj (2007)